# Ari (labdarúgó)
Ariclenes da Silva Ferreira (oroszul: Арикленес да Силва Феррейра; Fortaleza, 1985. december 11. –) brazil születésű orosz válogatott labdarúgó, az FK Krasznodar játékosa.

## Pályafutása

### Klubcsapatokban
Szülővárosának a csapatában a Fortalezában mutatkozott be felnőtt szinten, majd innen igazolt 2006-ban a svéd Kalmar FF együtteséhez, gólkirályi címet is szerzett. 2007. május 28-án 5 évre szóló szerződést írt alá a holland Alkmaar csapatával. A 2008–09-es szezonban bajnoki címet ünnepelhettek. 2010 januárjában az orosz Szpartak Moszkva játékosa lett. 2013. augusztus 19-én 3 éves szerződést kötött a szintén orosz FK Krasznodarral. A 2017–2018-as szezont kölcsönbe töltötte a Lokomotyiv Moszkva csapatánál.

### A válogatottban
A brazil U20-as válogatottban 13 mérkőzésen 6 gólt szerzett, de a felnőttek között nem lépett pályára. 2018. július 26-án megkapta az orosz állampolgárságot. November 12-énmeghívott kapott a soron következő Németország és Svédország elleni mérkőzésre. November 15-én a németek ellen be is mutatkozott.

## Statisztika
| Válogatott  | Szezon   | Mérk. | Gól |
| ----------- | -------- | ----- | --- |
| Oroszország | 2018     | 1     | 0   |
| Összesen    | Összesen | 1     | 0   |

## Sikerei, díjai

### Klub
- Fortaleza
  - Ceará állami bajnokság: 2005
- Kalmar FF
  - Svéd kupa: 2007
- AZ
  - Holland bajnok: 2008–09
  - Holland szuperkupa: 2009
- Lokomotyiv Moszkva
  - Orosz bajnok: 2017–18
  - Orosz kupa: 2016–17

### Egyéni
- Svéd bajnokság gólkirálya: 2006